# إليو دي سيلفيسترو
إليو دي سيلفيسترو (بالإيطالية: Elio De Silvestro)‏ (10 مارس 1993 في إيطاليا - ) هو لاعب كرة قدم إيطالي في مركز الهجوم. شارك مع منتخب إيطاليا تحت 16 سنة لكرة القدم ومنتخب إيطاليا تحت 17 سنة لكرة القدم ومنتخب إيطاليا تحت 18 سنة لكرة القدم ومنتخب إيطاليا تحت 19 سنة لكرة القدم ومنتخب إيطاليا تحت 20 سنة لكرة القدم ومنتخب إيطاليا تحت 21 سنة لكرة القدم. أما مع النوادي، فقد لعب مع نادي برو فيرتشيلي ونادي ريجيانا 1919 ونادي كاربي ويوفنتوس ولانشانو كالتشيو 1920 ‏.

## روابط خارجية
- إليو دي سيلفيسترو على موقع إي إس بي إن إف سي (الإنجليزية)
- إليو دي سيلفيسترو على موقع قاعدة بيانات كرة القدم.إي يو (الإنجليزية)
- إليو دي سيلفيسترو على موقع Soccerway.com (الإنجليزية)